# Abraham Adrian Albert
Abraham Adrian Albert (9 de noviembre de 1905 - 6 de junio de 1972) fue un matemático estadounidense. En 1939 recibió el Premio Cole en Álgebra de la American Mathematical Society por su trabajo en matrices de Riemann. Es conocido por su trabajo en el teorema de  Albert-Brauer-Hasse-Noether en álgebras de división de dimensión finita sobre el cuerpo de números algebraicos; y como desarrollador del álgebra de Albert, que también se conoce como álgebra de Jordan excepcional.

## Semblanza
Estadounidense de primera generación, nació en Chicago, ciudad que se puede asociar con la mayor parte de su vida. Recibió su grado en 1926, la maestría en 1927 y el doctorado en 1928, a la edad de 22 años. Todos los títulos fueron de la Universidad de Chicago. Se casó casi al mismo tiempo que se estaba graduando. Pasó su año postdoctoral en la Universidad de Princeton y después, de 1929 a 1931, fue instructor en la Universidad de Columbia. Durante este período trabajó en variedades abelianas y sus álgebras de endomorfismo. Regresó a Princeton para el año inaugural del INstituto de Estudios Avanzados en 1933-34 y pasó otro año en Princeton en 1961-62 como el primer Director del División de Investigación de Comunicaciones del IAD (Instituto de Análisis de Defensa).
De 1931 a 1972 trabajó en la facultad de matemáticas de la Universidad de Chicago, donde se convirtió en presidente del Departamento de Matemáticas en 1958 y Decano de la División de Ciencias Físicas en 1961.
Como matemático investigador, es conocido principalmente por su trabajo como uno de los principales desarrolladores de la teoría del álgebra asociativa y como pionero en el desarrollo del álgebra lineal no asociativa, aunque todo esto surgió de su trabajo sobre álgebras de endomorfismo de variedades abelianas.
Como matemático, también trabajó para el ejército durante la Segunda Guerra Mundial y en los años posteriores. Uno de sus logros más notables fue su innovador trabajo en criptografía. Preparó un manuscrito, "Algunos aspectos matemáticos de la criptografía", para su discurso como invitado en una reunión de la American Mathematical Society en noviembre de 1941. La teoría que se desarrolló a partir de este trabajo se puede ver en las tecnologías de transmisión de datos.
Después de la Segunda Guerra Mundial, se convirtió en un firme defensor del apoyo gubernamental a la investigación tanto en matemáticas como en ciencias físicas. Desempeñó cargos de responsabilidad en organismos de formulación de políticas como la Oficina de Investigación Naval, el Consejo Nacional de Investigación de los Estados Unidos o la Fundación Nacional de Ciencias, que canalizaban las subvenciones de investigación en matemáticas, brindando a muchos jóvenes matemáticos oportunidades profesionales que antes no estaban disponibles. Debido a su éxito en ayudar a dar a la investigación matemática una base financiera sólida, se ganó la reputación de "estadista de las matemáticas".

## Reconocimientos
- Fue elegido miembro de la Academia Estadounidense de las Artes y las Ciencias en 1968.[3]

## Publicaciones

### Libros
- A. A. Albert, Algebras and their radicals, and division algebras, 1928.
- Albert, A. Adrian (2015) [1938], Modern higher algebra, Cambridge University Press, ISBN 978-1-107-54462-8..[4]
- A. A. Albert, Structure of algebras, 1939.[5] Colloquium publications 24, American Mathematical Society, 2003, ISBN 0-8218-1024-3.
- Introduction to algebraic theories, 1941.[6]
- College algebra, 1946.
- Solid analytic geometry, 1949.
- Fundamental concepts of higher algebra, 1956.[7]
- with Rebeun Sandler: Introduction to finite projective planes. 1968.
- Albert, A. Adrian (1993),  Block, Richard E.; Jacobson, Nathan; Osborn, J. Marshall; Saltman, David J.; Zelinsky, Daniel, eds., Collected mathematical papers. Part 1. Associative algebras and Riemann matrices., Providence, R.I.: American Mathematical Society, ISBN 978-0-8218-0005-8, MR 1213451.
- Albert, A. Adrian (1993),  Block, Richard E.; Jacobson, Nathan; Osborn, J. Marshall; Saltman, David J.; Zelinsky, Daniel, eds., Collected mathematical papers. Part 2. Nonassociative algebras and miscellany, Providence, R.I.: American Mathematical Society, ISBN 978-0-8218-0007-2, MR 1213452.

### Artículos en PNAS
- Albert, A. A. (1957). «The Norm Form of a Rational Division Algebra». Proc Natl Acad Sci U S A 43 (6): 506-9. Bibcode:1957PNAS...43..506A. PMC 528485. PMID 16590045. doi:10.1073/pnas.43.6.506.
- Albert, A. A. (1955). «On Hermitian Operators over the Cayley Algebra». Proc Natl Acad Sci U S A 41 (9): 639-40. Bibcode:1955PNAS...41..639A. PMC 528152. PMID 16589719. doi:10.1073/pnas.41.9.639.
- Albert, A. A. (1950). «A Note on the Exceptional Jordan Algebra». Proc Natl Acad Sci U S A 36 (7): 372-4. Bibcode:1950PNAS...36..372A. PMC 1063206. PMID 15430315. doi:10.1073/pnas.36.7.372.
- Albert, A. A. (1949). «A Theory of Trace-Admissible Algebras». Proc Natl Acad Sci U S A 35 (6): 317-22. Bibcode:1949PNAS...35..317A. PMC 1063026. PMID 16588897. doi:10.1073/pnas.35.6.317.
- Albert, A. A. (1944). «The Minimum Rank of a Correlation Matrix». Proc Natl Acad Sci U S A 30 (6): 144-6. Bibcode:1944PNAS...30..144A. PMC 1078686. PMID 16588638. doi:10.1073/pnas.30.6.144.
- Albert, A. A. (1944). «The Matrices of Factor Analysis». Proc Natl Acad Sci U S A 30 (4): 90-5. Bibcode:1944PNAS...30...90A. PMC 1078675. PMID 16578117. doi:10.1073/pnas.30.4.90.
- Albert, A. A. (1930). «On the Structure of Pure Riemann Matrices with Non-commutative Multiplication Algebras». Proc Natl Acad Sci U S A 16 (4): 308-12. Bibcode:1930PNAS...16..308A. PMC 526637. PMID 16587573. doi:10.1073/pnas.16.4.308.
- Albert, A. A. (1928). «The Group of the Rank Equation of Any Normal Division Algebra». Proc Natl Acad Sci U S A 14 (12): 906-7. Bibcode:1928PNAS...14..906A. PMC 1085796. PMID 16587420. doi:10.1073/pnas.14.12.906.
- Albert, A. A. (1963). «On the Nuclei of a Simple Jordan Algebra». Proc Natl Acad Sci U S A 50 (3): 446-7. Bibcode:1963PNAS...50..446A. PMC 221198. PMID 16578544. doi:10.1073/pnas.50.3.446.
- Albert, A. A. (1956). «A Property of Special Jordan Algebras». Proc Natl Acad Sci U S A 42 (9): 624-5. Bibcode:1956PNAS...42..624A. PMC 534263. PMID 16589918. doi:10.1073/pnas.42.9.624.
- Albert, A. A. (1955). «On Involutorial Algebras». Proc Natl Acad Sci U S A 41 (7): 480-2. Bibcode:1955PNAS...41..480A. PMC 528119. PMID 16589700. doi:10.1073/pnas.41.7.480.
- Albert, A. A. (1934). «Involutorial Simple Algebras and Real Riemann Matrices». Proc Natl Acad Sci U S A 20 (12): 676-81. Bibcode:1934PNAS...20..676A. PMC 1076512. PMID 16587930. doi:10.1073/pnas.20.12.676.
- Albert, A. A. (1931). «Normal Division Algebras of 22m ». Proc Natl Acad Sci U S A 17 (6): 389-92. PMC 1076070. PMID 16587641. doi:10.1073/pnas.17.6.389.
- Albert, A. A. (1930). «On Direct Products, Cyclic Division Algebras, and Pure Riemann Matrices». Proc Natl Acad Sci U S A 16 (4): 313-5. Bibcode:1930PNAS...16..313A. PMC 526638. PMID 16587574. doi:10.1073/pnas.16.4.313.
- Albert, A. A. (1929). «The Rank Function of Any Simple Algebra». Proc Natl Acad Sci U S A 15 (4): 372-6. Bibcode:1929PNAS...15..372A. PMC 522469. PMID 16587486. doi:10.1073/pnas.15.4.372.
- Albert, A. A. (1928). «Normal Division Algebras Satisfying Mild Assumptions». Proc Natl Acad Sci U S A 14 (12): 904-6. Bibcode:1928PNAS...14..904A. PMC 1085795. PMID 16587419. doi:10.1073/pnas.14.12.904.

## Lecturas relacionadas
- Nancy E. Albert, A3 and His Algebra: How a Boy from Chicago's West Side Became a Force in American Mathematics, iUniverse, Lincoln, NE, 2005. ISBN 978-0-595-32817-8.